# 白云 (1917年)
白云（1917年—2012年8月23日），山西省洪洞县人，中国人民解放军开国少将。
中国人民解放军空军副参谋长。1964年晋升为少将军衔。副军职离休干部。